# Religia în Uniunea Sovietică
Religia în Uniunea Sovietică a fost considerată un obstacol pentru progresul socialist și a fost subminată prin programe de educație ateiste.
Statul a adoptat o politică de atac asupra religiei, considerând-o ca fiind opusă ideologiei marxiste-leniniste. Mulți lideri religioși au fost întemnițați sau uciși, iar bisericile și alte locații religioase au fost desființate sau confiscate. Practicarea religiei a fost supusă restricțiilor severe, cu perioade de represiune și de relaxare, în funcție de evoluția regimului comunist.
Uniunea Sovietică a fost înființată de către bolșevici în 1922, în locul Imperiului Rus. La momentul Revoluției din 1917, Biserica Ortodoxă Rusă era profund integrată în statul autocratic, bucurându-se de un statut oficial. Acesta a fost un factor semnificativ care a contribuit la atitudinea bolșevicilor față de religie și la măsurile pe care le-au luat pentru a o controla. Astfel, URSS a devenit primul stat care a avut ca obiectiv al ideologiei sale oficiale eliminarea religiei existente și împiedicarea viitoarelor implantări de credințe religioase, cu scopul de a instaura ateismului de stat (gosateizm).
Conform doctrinei ateismului de stat din Uniunea Sovietică, a existat un „program de convertire la ateism sponsorizat de guvern”, condus de comuniști. Guvernul comunist a vizat religiile funcție de interesele vremelnice ale statului și, în timp ce majoritatea religiilor organizate nu au fost niciodată interzise, proprietățile religioase au fost confiscate, credincioșii au fost hărțuiți și religia a fost ridiculizată în timp ce ateismul a fost propagat în școli. În 1925, guvernul a fondat Uniunea Ateilor Militanți pentru intensificarea persecuția antireligioase. În consecință, exprimarea credinței religioase în mediul restrâns, privat, nu au fost în niciun fel interzisă, dar credincioșii au fost supuși unei puternice acțiuni de stigmatizare socială de către structurile guvernamentale oficiale și mass-media seculară. În plus, a fost considerat inacceptabil pentru membrii anumitor profesii guvernamentale (profesorii, membri ai birocrației de stat, militari profesioniști) să fie deschis religioși și anti-seculari.
Marea majoritate a oamenilor din Imperiul Rus erau credincioși la momentul declanșării revoluției. Comuniștii au urmărit să distrugă puterea tuturor instituțiilor religioase și, în cele din urmă, să înlocuiască credința religioasă cu ateismul. În mass-media și în scrierile academice „știința” a fost contrapusă „superstiției religioase”. Principalele religii din Rusia prerevoluționară au persistat pe parcursul întregii perioade sovietice, dar au fost tolerate doar în anumite limite. În general, acest lucru însemna că credincioșii erau liberi să se închine în privat și în clădirile religioase respective (biserici, moschei, sinagogi etc.), dar manifestările publice ale religiei în afara acestora erau interzise. În plus, instituțiilor religioase nu li s-a permis să își exprime opiniile în niciun tip de mijloace de comunicare în masă, iar multe clădiri religioase au fost demolate sau folosite în alte scopuri. Pe termen lung, ateismul de stat nu a reușit să convertească multe persoane. Religia s-a consolidat în clandestinitate și a fost revitalizată chiar de autoritățile statului ateist pentru a ajuta la lupta împotriva invadatorului nazist în timpul celui de-al Doilea Război Mondial. Ea a cunoscut o nouă perioadă de înflorire după căderea comunismului.
Creștinii aparțineau diferitelor ramuri ale creștinismului: ortodoxie (care avea cel mai mare număr de adepți), catolicism, baptism și diverse alte confesiuni protestante. Majoritatea musulmaniilor din Uniunea Sovietică erau suniți, cu excepția notabilă a azerilor, care era majoritar șiiți. Iudaismul avea, de asemenea, mulți adepți. Alte religii, practicate de un număr mic de credincioși, includeau budismul și șamanismul.

## Marxism-leninismul și religia
Fondatorul statului sovietic, Vladimir Ilici Lenin, a spus:
Religia este opiu pentru popor: această afirmație a lui Marx este piatra de temelie a întregii ideologii a marxismului despre religie. Toate religiile și bisericile moderne, toate și organizațiile religioase de orice fel sunt considerate întotdeauna de marxism ca fiind organe ale reacțiunii burgheze, folosite pentru protejarea exploatării și stupefiării clasei muncitoare.
Ateismul marxist-leninist a pledat în mod constant pentru controlul, suprimarea și eliminarea religiei. La aproximativ un an de la revoluție, statul a expropriat a expropriat toate proprietățile bisericești, inclusiv bisericile însele, iar în perioada 1922-1926, 28 de episcopi ortodocși ruși și peste 1.200 de preoți au fost uciși. Mulți alții au fost persecutați.

## Creștinismul

### Ortodoxia

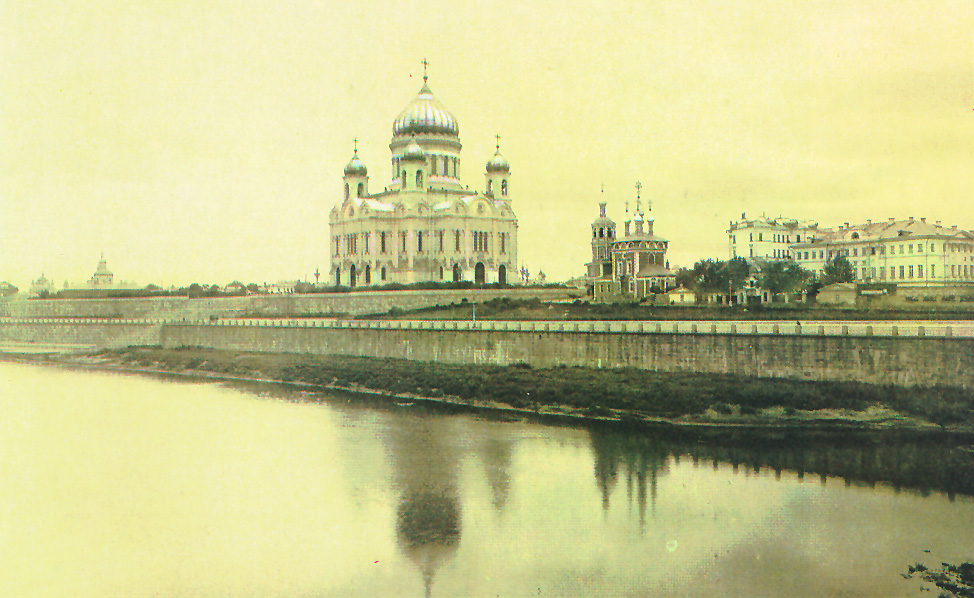
Catedrala Hristos Mântuitorul din Moscova a fost demolat de autoritățile sovietice în 1931 pentru a face loc Palatului Sovietelor. Palatul nu a fost niciodată finalizat, iar catedrala a fost reconstruită în anul 2000

Creștinii ortodocși constituiau majoritatea credincioșilor din Uniunea Sovietică. La sfârșitul anilor 1980, trei biserici ortodoxe au pretins că au un număr substanțial de membri: Biserica Ortodoxă Rusă, Biserica Ortodoxă Georgiană și Biserica Ortodoxă Autocefală Ucraineană. Acestea erau membre ale principalei confederații de biserici ortodoxe din lume, denumită în general Biserica Ortodoxă Răsăriteană. Primele două funcționau în mod deschis și erau tolerate de stat, însă Biserica Ortodoxă Autocefală Ucraineană nu avea voie să funcționeze în mod deschis. Parohiile Biserica Ortodoxă Autocefală Belarusă au reapărut în Belarus abia după destrămarea  Uniunii Sovietice, dar nu au primit recunoaștere din partea Exarhatul belarus al Bisericii Ortodoxe Ruse, care controlează eparhiile belaruse.

#### Biserica Ortodoxă Rusă
Potrivit atât surselor sovietice, cât și celor occidentale, la sfârșitul anilor 1980, Biserica Ortodoxă Rusă avea peste 50 de milioane de credincioși, dar numai aproximativ 7.000 de biserici active înregistrate. Peste 4.000 dintre aceste biserici se aflau în Ucraina (aproape jumătate dintre ele în vestul țării) Distribuția celor șase mănăstiri de călugări și zece mănăstiri de călugărițe ale Bisericii Ortodoxe Ruse era la fel de disproporționată: doar două dintre mănăstiri erau situate în RSFS Rusă, alte două în Ucraina și câte una în Belarus și Lituania. Șapte mănăstiri de călugărițe erau situate în Ucraina și câte una în Moldova, Estonia și Letonia.

#### Biserica Ortodoxă Georgiană
Biserica Ortodoxă Georgiană, un alt membru autocefal al Ortodoxiei Răsăritene, a fost condusă de un patriarh georgian.  La sfârșitul anilor 1980, aceasta avea 15 episcopi, 180 de preoți, 200 de parohii și un număr estimat de 2,5 milioane de credincioși.  În 1811, Biserica Ortodoxă Georgiană a fost încorporată în Biserica Ortodoxă Rusă, dar și-a recăpătat independența în 1917, după căderea țarului.  Cu toate acestea, Biserica Ortodoxă Rusă nu i-a recunoscut oficial independența până în 1943.

#### Biserica Ortodoxă Autocefală Ucraineană
Biserica Ortodoxă Autocefală Ucraineană (BOAU) s-a separat de Biserica Ortodoxă Rusă în ianuarie 1919, când statul efemer ucrainean a adoptat un decret care declara autocefalia Bisericii Ortodoxe Ucrainene.  Independența acesteia a fost reafirmată de bolșevicii ucraineni, iar până în 1924 avea 30 de episcopi, aproape 1.500 de preoți, aproape 1.100 de parohii și între 4 și 6 milioane de membri.
De la începuturile sale, Biserica Ortodoxă Autocefală Ucraineană s-a confruntat cu ostilitatea Bisericii Ortodoxe Ruse care avea jurisdicție asupra unor parohii din Ucraina Sovietică. La sfârșitul anilor 1920, autoritățile sovietice au acuzat BOAU de tendințe naționaliste. În 1930, guvernul a forțat biserica să se reorganizeze ca „ Biserica Ortodoxă Ucraineană” supusă autorității Patriarhiei Moscovei. câteva dintre parohiile sale au supraviețuit până în 1936. Cu toate acestea, Biserica Ortodoxă Autocefală Ucraineană a continuat să funcționeze în afara granițelor Uniunii Sovietice și a reînceput să funcționeze pe teritoriul ucrainean sub ocupația germană în timpul celui de-al Doilea Război Mondial. 

#### Biserica Apostolică Armeană
Biserica Apostolică Armeană este o biserică orientală veche. În anii 1980 avea aproximativ 4 milioane de adepți – aproape întreaga populație a Armeniei. Avea voie să existe 6 episcopi, între 50 și 100 de preoți și între 20 și 30 de biserici, și avea un seminar teologic și șase mănăstiri.

### Catolicii
Catolicii au format un grup religios substanțial și activ în Uniunea Sovietică. Numărul lor a crescut dramatic odată cu anexarea teritoriilor celei de-a doua Republici Poloneze în 1939 și a republicilor baltice în 1940. Catolicii din Uniunea Sovietică erau împărțiți între cei care aparțineau ritului roman/latin, care era recunoscut de guvern, și cei care rămâneau loiali  Bisericii Greco-Catolicr Ucrainene de rit oriental, care a fost interzisă în 1946.

#### Biserica Romano-Catolică
Majoritatea celor 5,5 milioane de catolici de rit roman din Uniunea Sovietică trăiau în Lituania, Belarus și Letonia, cu câteva mici comunități în Moldova, Ucraina și Rusia. După cel de-al Doilea Război Mondial, cea mai activă biserică catolică de rit roman din Uniunea Sovietică a fost în RSS Lituaniană, unde majoritatea populației a fost și a rămas catolică. Biserica romano-catolică de acolo era văzută ca o instituție care promova și apăra atât interesele și valorile naționale lituaniene,. Începând din 1972, o publicație catolică clandestină, Cronica Bisericii Catolice din Lituania, a susținut nu numai drepturile religioase ale lituanienilor, ci și drepturile lor naționale.

#### Biserica Greco-Catolică Ucraineană
Ucraina de Vest, care includea în mare parte regiunea istorică Galiția, a devenit parte a Uniunii Sovietice în 1939. Deși ucraineană, populația sa nu fusese până atunci cetățeni ai Imperiului Rus sau ai Uniunii Sovietice, iar din punct de vedere confesional aparținuseră de  Bisericile catolice de rit oriental. După cel de-al Doilea Război Mondial, Biserica Greco-Catolică Ucraineană s-a identificat îndeaproape cu aspirațiile naționaliste ale regiunii, stârnind ostilitatea guvernului sovietic, care se afla în luptă cu Armata Insurecțională Ucraineană. În 1945, autoritățile sovietice i-au arestat pe mitropolitul Iosif Slipyj, nouă episcopi și sute de clerici și activiști laici de frunte, pe care i-au deportat în lagăre de muncă forțată din Siberia și din alte părți. Cei nouă episcopi și mulți dintre clerici au murit în închisori, în lagăre de concentrare, în exil intern sau la scurt timp după ce au fost eliberați în timpul dezghețului post-Stalin. După 18 ani de persecuții și încarcerare, mitropolitul Slipyj a fost eliberat după ce Papa Ioan al XXIII-lea a intervenit în favoarea lui. Slipyj a plecat la Vatican, unde a primit titlul arhiepiscop major al Liovului, pentru ca în 1965 să devină cardinal.
În 1946 a fost convocat un sinod la Liov, unde, în ciuda faptului că acest conciliu necanonic atât din punct de vedere catolic, cât și din punctul de vedere ortodox, Unirea de la Brest a fost anulată, iar Biserica Greco-Catolică Ucraineană a trecut în mod oficial sub ascultarea Bisericii Ortodoxe Ruse.  Catedrala Sfântului Gheorghe din Liov a devenit tronul arhiepiscopului ortodox rus Makarii.
Pentru clerul care s-a alăturat Bisericii Ortodoxe Ruse, autoritățile sovietice s-au abținut de la persecuțiile pe scară largă văzute în altă parte. Doar o singură biserică a fost închisă în Liov. De fapt, eparhiile vestice Lviv-Ternopil și Ivano-Frankivsk au fost cele mai mari din URSS. Dreptul canonic a fost, de asemenea, relaxat, permițând clerului să-și radă barba (o practică neobișnuită în urtodoxie) și să oficieze liturghiile în ucraineană în loc de slavonă.
În 1989, Biserica Greco-Catolică Ucraineană a fost restabilită în mod oficial, după o perioadă de clandestinitate de mai mult de 40 de ani. Au urmat conflicte între creștinii ortodocși și catolici privind dreptul de proprietate asupra clădirilor bisericești, conflicte care au continuat până în anii 1990, după proclamarea independenței.

### Protestanții
Comunitățile protestante (în special luteranii) au apărut pentru prima dată în Imperiul Rus în secolele al XVI-lea și al  XVII-lea în legătură cu comunitățile de emigranți din Europa de Vest. În secolul al XVIII-lea, sub conducerea lui Ecaterineu a II-a (cea Mare), un număr mare de coloniști germani au fost invitați în Imperiul Rus, inclusiv menoniți, luterani, reformați și, de asemenea, romano-catolici. Între secolele al XVII-lea și al XIX-lea, din Biserica Ortodoxă Rusă au apărut diverse mișcări religioase noi, iar existența lor a pregătit terenul pentru viitoarea răspândire a protestantismului.
Primele comunități baptiste din cadrul Imperiului Rus au apărut în trei regiuni ale Imperiului Rus (Transcaucazia, Ucraina și Sankt-Petersburg) în anii 1860 și 1870, fără legătură între ele. La începutul secolului al XX-lea, s-au format și grupuri pentecostale. În primii ani de putere sovietică, bolșevicii și-au concentrat eforturile antireligioase asupra Bisericii Ortodoxe Ruse, iar bolșevicii păreau să adopte o poziție mai puțin ostilă față de „sectanți”. Cu toate acestea, încă dinainte de venirea la putere a lui Stalin, situația s-a schimbat. Iar de la începutul anilor 1930, protestanții – ca și alte grupuri religioase – au cunoscut toată forța represiunii sovietice. Bisericile au fost închise, iar liderii religioși au fost arestați și condamnați, adesea acuzați de activitate antisovietică. De exemplu, unul dintre liderii mișcării penticostale, Ivan Voronaev, a fost condamnat la moarte în 1937.

#### Baptiștii, creștinii evanghelici și penticostalii
Al Doilea Război Mondial a dus la o relaxare a relațiilor dintre biserică și stat în Uniunea Sovietică, iar comunitatea protestantă a beneficiat de aceasta în aceeași măsură cu creștinii ortodocși. În 1944, a fost format Consiliul întregii Uniuni a creștinilor evanghelici-baptiști, reunind cele două curente principale din cadrul protestantismului sovietic. Pe parcursul următorilor doi ani, liderii celor două principale ramuri penticostale din Uniunea Sovietică au fost de acord cu unirea mișcării religioase. Statisticile furnizate de liderii bisericii înregistrate indică 250.000 de membri botezați în 1946, acest număr crescând la 540.000 în 1958. De fapt, influența protestantismului a fost mult mai mare decât sugerează aceste cifre: pe lângă existența unor grupuri baptiste și penticostale neînregistrate, au existat și mii de persoane care au participat la slujbe fără a se boteza. Multe congregații baptiste și penticostale se aflau în Ucraina. Femeile erau semnificativ mai numeroase decât bărbații în aceste congregații, deși pastorii erau bărbați. Până în 1991, Ucraina avea a doua cea mai mare comunitate baptistă din lume, după Statele Unite
Deși statul sovietic a înființat Consiliul întregii Uniuni a creștinilor evanghelici-baptiști în 1944 și a încurajat congregațiile să se înregistreze, acest lucru nu a însemnat sfârșitul persecuției creștinilor. Mulți lideri și credincioși obișnuiți din diferite comunități protestante au căzut victime ale persecuției guvernului comunist, inclusiv internarea în GULAG. Persecuția a fost deosebit de violentă în anii 1948-53 și din nou la începutul anilor 1960.
În ciuda încercării statului sovietic de a crea o mișcare bisericească unică și unificată, au existat multe diviziuni în cadrul bisericii evanghelice.
La începutul anilor '60, un grup separatist a format o nouă mișcare care a cerut o trezire spirituală și o mai mare independență față de statul sovietic. Liderii acestui grup (cunoscut în cele din urmă sub numele de „Consiliul Bisericii Creștinilor-Baptiști Evanghelic”i) s-au confruntat în special cu persecuții. La rândul lor, și penticostalii au format propriile organizații clandestine, care au fost urmărite și persecutate de statul sovietic.

#### Luteranii
Luteranii, al doilea grup protestant ca mărime, trăiau în cea mai mare parte în republicile letonă și estoniană. Atitudinea statului față de luterani a fost în general binevoitoare, deși Biserica Luterană a trebuit să îndure confiscarea proprietăților bisericii, la fel ca în cazul altor culte Mulți dintre membrii și pastorii săi au fost oprimați, iar unii au fost forțați să emigreze

#### Alți protestanți
În Uniunea Sovietică au mai fost prezente și alte grupuri protestante, printre care anvențiștii și calvinii.

### Alte grupuri creștine
Instrucțiunea din martie 1961 privind cultele religioase a explicat, pentru prima dată, că: „sectele a căror învățătură și activitate au un caracter anti-statal și extremist sălbatic [изуверский]: martorii lui Iehova, penticostalii, adventiștii-reformiștii”  nu trebuie înregistrate și astfel au fost interzise.
În Uniunea Sovietică existau mai multe congregații de menoniți ruși, martori ai lui Iehova și alte grupuri creștine. Aproape 9.000 de martori ai lui Iehova au fost deportați în Siberia în 1951. Nu se cunoaște numărul celor care nu au fost deportați. Numărul martorilor lui Iehova a crescut foarte mult în această perioadă, KGB-ul estimând că în 1968 numărul lor se ridica la 20.000. Menoniții ruși au început să emigreze din Uniunea Sovietică în fața creșterii violenței și a persecuției, a restricțiilor de stat privind libertatea religioasă și a alocărilor părtinitoare de terenuri agricole pentru țăranii colectivizați. Ei au emigrat în Germania, Regatul Unit, Statele Unite, părți din America de Sud și alte regiuni.

## Iudaismul
Vedeți Istoria evreilor din Uniunea Sovietică.

## Islamul

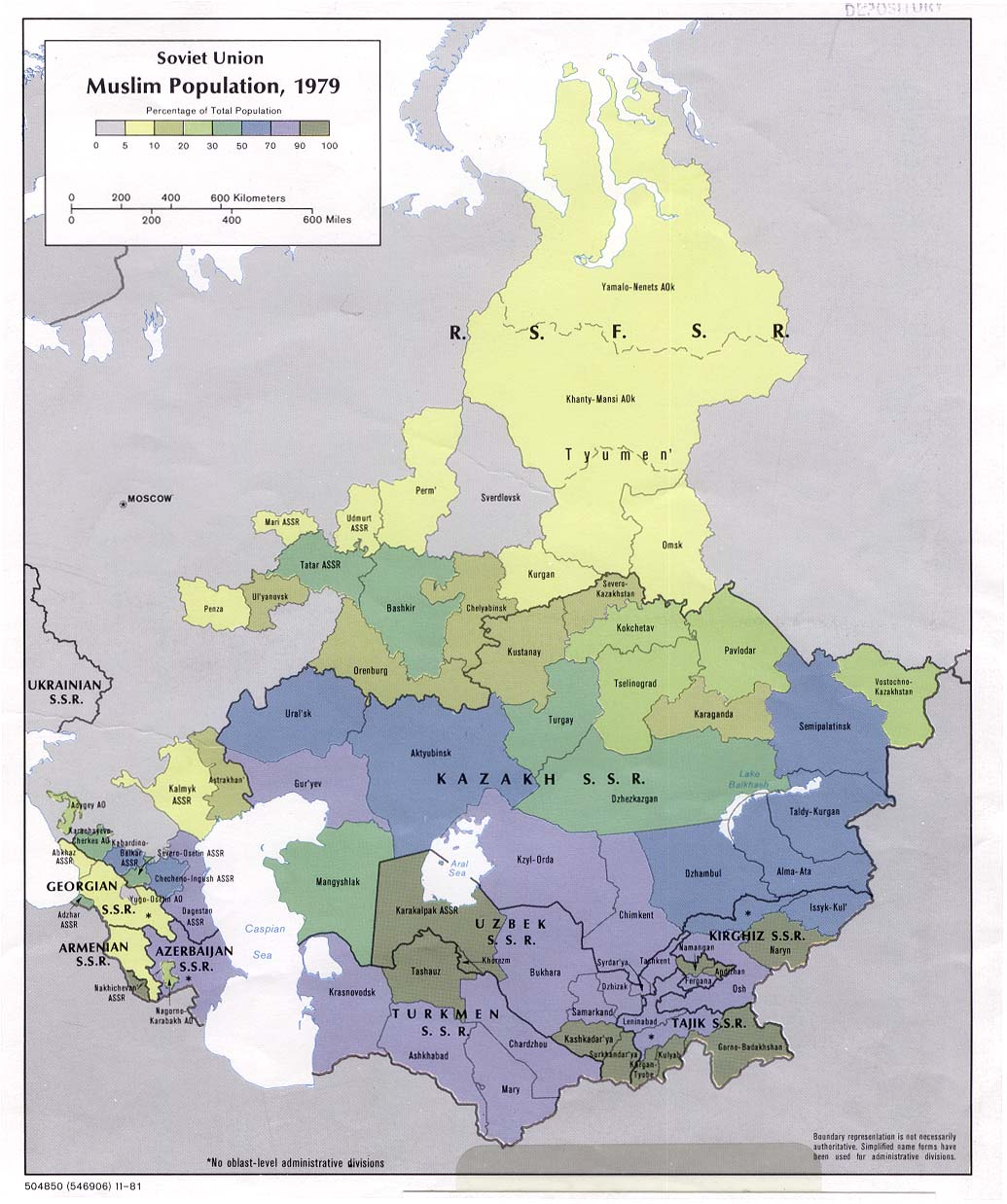
Harta cu distribuția musulmanilor în Uniunea Sovietică în 1979, ca procent din populație, pe diviziuni administrative.

După revoluția bolșevică, islamul a fost pentru o vreme (până în 1929) mai bine tratat decât Biserica Ortodoxă Rusă, (pe care bolșevicii o considerau un centru al „reacțiunii”), și decât alte religii. În declarația Către toți musulmanii muncitori din Rusia și din Orient („Ко всем трудящимся мусульманам России и Востока”) din noiembrie 1917, guvernul bolșevic a proclamat libertatea de a-și exercita religia și obiceiurile pentru musulmani „ale căror credințe și obiceiuri au fost suprimate de țari și de asupritorii ruși”.

În a doua jumătate a anilor 1920 și în anii 1930, represiunile de stat, suprimarea și propaganda ateistă împotriva tuturor religiilor s-au intensificat. De exemplu, în 1930, din cele 12.000 de moschei din Tatarstan, peste 10.000 au fost închise, între 90 și 97% dintre mullahi și muezini au fost privați de dreptul de a-și exercita profesia
În timpul  Marelui Război pentru Apărarea Patriei, restricțiile privind religia au fost oarecum șterse. În 1943 a fost înființată „Administrația spirituală a musulmanilor din Asia Centrală și Kazahstan”. În 1949, în Uniunea Sovietică funcționau 415 moschei înregistrate.
La sfârșitul anilor 1980, islamul era al doilea cel mai mare grup de adepți din Uniunea Sovietică: între 45 și 50 de milioane de persoane se identificau ca fiind musulmani. Dar Uniunea Sovietică avea doar aproximativ 500 de moschei funcționale, o fracțiune din numărul celor din Rusia prerevoluționară, iar legea sovietică interzicea activitatea religioasă islamică în afara moscheilor funcționale și a școlilor islamice.
Toate moscheile în funcțiune, școlile religioase și publicațiile islamice erau supravegheate de patru „administrații spirituale” înființate de autoritățile sovietice pentru a asigura controlul guvernamental.  Administrația Spirituală a Musulmanilor din Asia Centrală și Kazahstan, Administrația Spirituală pentru Uniunea Sovietică Europeană și Siberia și Administrația Spirituală pentru Caucazul de Nord și Daghestan supravegheau viața religioasă a  musulmanilor suniți.  Administrația Spirituală pentru Transcaucazia s-a ocupat atât de musulmanii sunniți, cât și de cei șiiți. Majoritatea covârșitoare a musulmanilor era sunită.
Musulmanii sovietici se deosebeau între ei din punct de vedere lingvistic și cultural, vorbind aproximativ cincisprezece limbi turcice, zece limbi iraniene și treizeci de limbi caucaziene.  Prin urmare, comunicarea între diferitele grupuri musulmane era dificilă. Rusa a servit adesea drept lingua franca în rândul unor musulmani educați.
La sfârșitul anilor 1980, congregațiile musulmane neoficiale, care se întruneau în ceainării sau în case particulare cu mullahii, erau mult mai numeroase decât cele din moscheile autorizate oficial. Mullahii neoficiali erau fie autodidacți, fie instruiți în mod neoficial de alți mullahi. La sfârșitul anilor 1980, islamul neoficial părea să se împartă în congregații fundamentaliste și grupuri care puneau accentul pe sufism.

## Politica față de religie
Politica sovietică față de religie s-a bazat pe ideologia  marxist-leninistă, care a făcut din ateism doctrina oficială a Partidului Comunist. Cu toate acestea, „legislația și practica administrativă sovietică au extins în cea mai mare parte a anilor 1920 o anumită toleranță față de religie și au interzis închiderea sau distrugerea arbitrară a unor biserici funcționale” și fiecare constituție sovietică succesivă a acordat libertatea de credință. După cum spunea fondatorul statului sovietic, Vladimir Ilici Lenin:
Religia este opiul poporului: această afirmație a lui Marx este piatra de temelie a întregii ideologii marxiste despre religie. Toate religiile și bisericile moderne, toate și de orice fel organizațiile religioase sunt întotdeauna considerate de marxism ca fiind organe ale reacțiunii burgheze, folosite pentru protejarea exploatării și abrutizării clasei muncitoare

Marxismul-leninismul a pledat pentru suprimarea și, în cele din urmă, dispariția credințelor religioase, considerându-le „neștiințifice” și „superstițioase”. În anii 1920 și 1930, organizații precum Uniunea Ateilor Militanți au fost active în propaganda antireligioasă. Ateismul era norma în școli, în organizațiile comuniste (cum au fost Organizația Pionierilor din Uniunea Sovietică și Comsomolul) și în mass-media.
Cu toate acestea, eforturile statului de a eradica religia în Uniunea Sovietică au variat de-a lungul anilor în ceea ce privește anumite religii și au fost influențate de interesele superioare ale statului. În 1923, un corespondent al New York Times a văzut creștini care sărbătoreau Paștele în mod pașnic la Moscova, în ciuda acțiunilor antireligioase violente din anii anteriori. Politicile și practicile oficiale nu numai că au variat în timp, dar au fost aplicate în mod diferit de la o naționalitate la alta și de la o religie la alta.
În 1929, odată cu declanșarea Revoluției Culturale în Uniunea Sovietică și cu o recrudescență a militantismului radical în partid și în Comsomol, a devenit dominantă o puternică „linie dură” în favoarea închiderii în masă a bisericilor și a arestării preoților și, în mod evident, a câștigat aprobarea lui Stalin. Instrucțiuni secrete privind „linia dură” au fost emise către organizațiile locale de partid, dar nu au fost publicate. Atunci când campania antireligioasă a stârnit furia populației rurale, ca să nu mai vorbim de cea a Papei și a altor purtători de cuvânt ai bisericilor occidentale, statul a putut să îndulcească o politică pe care oricum nu o aprobase niciodată în mod oficial.
Deși toți liderii sovietici au avut același obiectiv pe termen lung – acela de a dezvolta un popor sovietic unit – ei au urmat politici diferite pentru a-l atinge. Pentru guvernul sovietic, chestiunile legate de naționalitate și religie au fost întotdeauna strâns legate. Prin urmare, atitudinea lor față de religie a variat, de asemenea, de la interzicerea totală a unor religii la susținerea oficială a altora.

### Politica față de naționalități și religie
În teorie, Constituția Uniunii Sovietice descria clar poziția statului cu privire la naționalități și religii. Constituția a stabilit că fiecare cetățean sovietic avea, de asemenea, o anumită naționalitate, iar fiecare  „pașaport” sovietic purta aceste două mențiuni. Constituția acorda un grad mare de autonomie locală, dar această autonomie era subordonată autorității centrale. În plus, deoarece structurile administrative locale și centrale nu erau adesea clar împărțite, autonomia locală era și mai mult slăbită. Deși, conform Constituției, toate naționalitățile erau egale, în practică nu erau tratate astfel. Doar cincisprezece naționalități aveau statutul de republică unională, care le acorda, în principiu, numeroase drepturi, inclusiv dreptul de a se separa de uniune.
Acesta a declarat că fiecare cetățean sovietic avea, de asemenea, o anumită naționalitate, iar în fiecare pașaport intern sovietic purta aceasta era menționată. Constituția acorda un grad mare de autonomie locală, dar această autonomie era subordonată autorității centrale. În plus, deoarece structurile administrative locale și centrale nu erau adesea clar împărțite, autonomia locală era și mai mult slăbită. Deși, conform Constituției, toate naționalitățile erau egale, în practică nu erau tratate astfel. Doar cincisprezece naționalități aveau dreptul să-și organizeze o republică unională, care le acorda, în principiu, numeroase drepturi, inclusiv dreptul de a se separa de uniune.
Douăzeci și două de naționalități trăiau în republici autonome cu un anumit grad de autonomie locală și reprezentare în Sovietul Naționalităților din Sovietul Suprem. Alte 18 naționalități aveau enclave teritoriale (oblastiile autonome și okrugurile autonome), dar aveau foarte puține puteri de autoguvernare. Celelalte naționalități rămase nu aveau niciun drept de autoguvernare. Definiția dată de Iosif Stalin în 1913 unei națiuni ca fiind „o comunitate de oameni constituită istoric și stabilă, formată pe baza unei limbi, a unui teritoriu, a unei vieți economice și a unei structuri psihologice comune, care se manifestă printr-o cultură comună” a fost menținută de autoritățile sovietice pe tot parcursul anilor 1980. Pentru acordarea statutului de republică unională a naționalităților, au fost luați în considerare trei factori suplimentari: o populație de cel puțin 1 milion de locuitori, compactitate teritorială și amplasarea la granițele Uniunii Sovietice.
Deși Lenin credea că, în cele din urmă, toate naționalitățile vor fuziona într-o singură naționalitate – cea sovietică – el a insistat ca Uniunea Sovietică să fie creată ca o federație de națiuni egale din punct de vedere juridic. În anii 1920, naționalităților li s-au acordat concesii culturale veritabile. Elitelor comuniste de diferite naționalități li s-a permis să înflorească și să aibă o autonomie considerabilă. Culturile, religiile și limbile naționale nu au fost doar tolerate, ci, în zonele cu populație musulmană, au fost încurajate.
Schimbările demografice din anii 1960 și 1970 au diminuat majoritatea rusă în Uniune, dar au făcut ca două naționalități (kazahii și kirgizii) să devină minoritare în propriile republici la recensământul din 1979 și au redus considerabil proporția majoritară a naționalităților titulare în alte republici. Această situație l-a determinat pe Leonid Brejnev să declare la Congresul al 24-lea al Partidului Comunist al Uniunii Sovietice din 1971 că procesul de creare a unui popor sovietic unificat a fost finalizat și au fost făcute propuneri de abolire a sistemului federativ și de înlocuire a acestuia cu un singur stat. Cu toate acestea, în anii '70, a început să se răspândească în întreaga Uniune Sovietică o amplă mișcare de disidență națională. Aceasta s-a manifestat în mai multe moduri. Evreii au insistat asupra dreptului lor de a emigra în Israel. Tătarii crimeeni au cerut să li se permită să se întoarcă în Crimeea. Lituanienii au cerut restabilirea drepturilor Bisericii Catolice.  Au fost înființate grupuri Helsinki Watch în republicile sovietice georgiană, lituaniană și ucraineană. Petiții, literatură și demonstrații publice ocazionale au exprimat cereri publice pentru drepturile omului pentru toate naționalitățile. Cu toate acestea, până la sfârșitul deceniului al optulea, eforturile masive și concertate ale KGBului au suprimat în mare măsură mișcarea de disidență națională. Cu toate acestea, Brejnev și-a învățat lecția. Propunerile de desființare a sistemului federativ au fost abandonate în favoarea unei politici de apropiere mai treptată a naționalităților.
Oficialii sovietici identificau strâns religia cu naționalitatea. Prin urmare, punerea în aplicare a politicii față de o anumită religie depindea de percepția statului cu privire la legătura dintre acea religie și naționalitatea care o practica, de mărimea comunității religioase, de măsura în care religia respectivă accepta o autoritate externă și de disponibilitatea naționalității de a se subordona autorității politice. Astfel, cu cât comunitatea religioasă era mai mică și cu cât se identifica mai strâns cu o anumită naționalitate, cu atât politicile statului erau mai stricte, mai ales dacă religia recunoștea și o autoritate străină, cum ar fi ce a papei.

### Politica față de ortodoxie

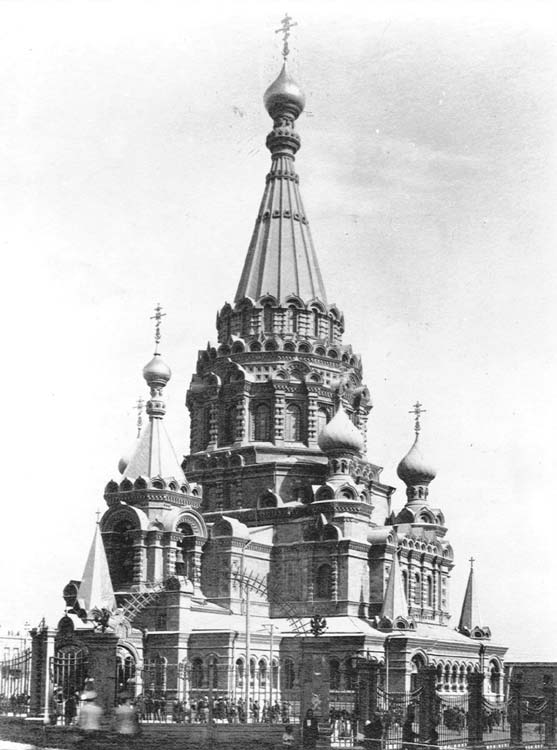
Catedrala ortodoxă rusă din Baku, cândva cel mai dominant punct de reper din oraș, a fost demolată în anii 1930 în timpul lui Stalin

În ceea ce privește Biserica Ortodoxă Rusă, autoritățile sovietice au căutat să o controleze și, în perioadele de criză națională, să o exploateze în scopuri de stat, dar scopul lor final a fost să o elimine. În primii cinci ani de putere sovietică, bolșevicii au executat 28 de episcopi ortodocși ruși și peste 1.200 de preoți ortodocși ruși. Mulți alții au fost întemnițați sau exilați. Credincioșii au fost hărțuiți și persecutați. Majoritatea seminariilor au fost închise, iar publicarea majorității materialelor religioase a fost interzisă. Până în 1941, doar 500 de biserici au rămas deschise din cele aproximativ 54.000 existente înainte de Primul Război Mondial.
Astfel de măsuri represive erau legate de nemulțumirea multor oameni față de biserica ortodoxă din Rusia prerevoluționară. Legăturile strânse dintre biserică și stat au dus la perceperea bisericii de către mulți membri ai intelectualității ca fiind coruptă și lacomă. Mulți țărani, deși foarte religioși, priveau, de asemenea, biserica în mod nefavorabil. Respectul față de religie nu s-a extins și asupra preoților locali. Biserica deținea o parte semnificativă din pământurile Rusiei, iar acest lucru a fost un motiv de dispută – problema funciară a fost un factor important în Revoluția Rusă din 1917.
Atacul Germaniei naziste împotiva Uniunii Sovietice în 1941 l-a determinat pe Stalin să transforme Biserica Ortodoxă Rusă într-un aliat pentru trezirea patriotismul rusesc împotriva agresiunii străine. Viața religioasă ortodoxă rusă a cunoscut o renaștere și mii de biserici au fost redeschise. În momentul venirii la putere a lui Nikita Hrușciov erau 22.000 de biserici funcționale. Statul a permis apariția publicațiilor religioase, iar numărul membrilor credincioșilor care veneau în mod regulat la slujbele din biserici a crescut.
În ultimii ani ai guvernării lui Iosif Stalin, a avut loc din nou o înăsprire a măsurilor antireligioase. În aprilie 1948, Consiliul pentru Afaceri Religioase a trimis o instrucțiune comisarilor săi locali să oprească înregistrarea de noi comunități religioase și din acel moment nu au mai fost deschise biserici. „Societatea Cunoașterii”, înființată cu un an mai devreme, a fost angajată în activități educaționale și a început din nou să publice literatură antireligioasă.
Nikita Sergheevici Hrușciov a inversat politica guvernului de cooperare cu Biserica Ortodoxă Rusă. Deși a rămas oficial interzisă, Hrușciov a lansat în 1959 o campanie antireligioasă, care a fost continuată într-o manieră mai puțin strictă de succesorul său, Leonid Brejnev. Până în 1975, numărul bisericilor ortodoxe rusești active s-a redus la 7.000. Unii dintre cei mai proeminenți membri ai ierarhiei ortodoxe ruse și unii activiști au fost închiși sau forțați să părăsească biserica. Locul lor a fost luat de un cler docil, ascultător față de stat și care, uneori, a fost infiltrat de agenți KGB, ceea ce a făcut ca Biserica Ortodoxă Rusă să fie utilă guvernului. Aceasta a îmbrățișat și a propagat politica externă sovietică și a favorizat rusificarea creștinilor care nu erau etnici ruși, cum era cazul  ucrainenilor și belarușilor ortodocși.
Statul a aplicat o politică diferită față de Biserica Ortodoxă Autocefală Ucraineană și față de Biserica Ortodoxă Autocefală din Belarus. Considerate de guvern ca fiind foarte naționaliste, ambele au fost reprimate, mai întâi la sfârșitul anilor 1920 și din nou în 1944, după ce aceste biserici își reluaseră activitatea sub ocupația germană. Conducerea ambelor biserici a fost decimată. Un număr mare de preoți au fost împușcați sau trimiși în lagăre de muncă, iar membrii congregațiilor lor au fost hărțuiți și persecutați. 
Biserica Ortodoxă Georgiană a fost supusă unei politici diferite și a fost într-o situație mai grea decât Biserica Ortodoxă Rusă. Cu toate acestea, în timpul celui de-al Doilea Război Mondial, i s-a permis o mai mare autonomie în gestionarea afacerilor sale în schimbul mobilizării credincioșilor pentru sprijinirea efortul de război, deși nu a reușit să ajungă la tipul de înțelegere cu autoritățile pe care l-a avut Biserica Ortodoxă Rusă. După război, guvernul a reimpus un control strict asupra Bisericii Ortodoxe Georgiene. Din cele aproximativ 2.100 de biserici din 1917, doar 200 mai erau deschise în anii 1980, iar bisericilor i s-a interzis să își servească credincioșii în afara Georgiei Sovietice. În multe cazuri, guvernul a forțat Biserica Ortodoxă Georgiană să țină slujbe în slavona veche bisericească în loc de limba georgiană.

### Politica față de catolicism și protestantism
Politicile guvernului sovietic față de Biserica Catolică au fost puternic influențate de recunoașterea de către catolicii sovietici a unei autorități externe ca șef al bisericii lor. Ca urmare a celui de-al Doilea Război Mondial, milioane de catolici (inclusiv greco-catolici) au devenit cetățeni sovietici și au fost supuși unei noi represiuni. De asemenea, în cele trei republici în care trăiau cei mai mulți catolici, RSS Lituaniană, RSS Bielorusă și RSS Ucraineană, catolicismul și naționalismul erau strâns legate. Deși Biserica Romano-Catolică a fost tolerată în Lituania, un număr mare de clerici au fost întemnițați, multe seminarii au fost închise, iar agenții de poliție s-au infiltrat în cele rămase. Campania anticatolică din Lituania s-a diminuat după moartea lui Stalin, dar măsurile dure împotriva bisericii au fost reluate în 1957 și au continuat în epoca Brejnev
Politica sovietică a fost deosebit de dură față de Biserica Greco-Catolică Ucraineană. Greco-catolicii ucraineni au intrat sub stăpânire sovietică în 1939, când Ucraina de vest a fost încorporată în Uniunea Sovietică ca parte a Pactului de neagresiune germano-sovietic. Deși Bisericii Greco-Catolice Ucrainene i s-a permis să funcționeze, aceasta a fost aproape imediat supusă unei hărțuiri intense. Retrăgându-se în fața armatei germane în 1941, autoritățile sovietice au arestat un număr mare de preoți greco-catolici ucraineni, care au fost fie uciși, fie deportați în Siberia. După ce Armata Roșie a reocupat vestul Ucrainei în 1944, statul sovietic a lichidat Biserica Greco-Catolică Ucraineană prin arestarea mitropolitului său, a tuturor episcopilor, a sute de clerici și a celor mai activi membri ai bisericii, ucigându-i pe unii și trimițându-i pe restul în lagăre de muncă. În același timp, autoritățile sovietice au forțat clerul rămas să abroge uniunea cu Roma și să se subordoneze Bisericii Ortodoxe Ruse.
Înainte de cel de-al Doilea Război Mondial, în Uniunea Sovietică erau mai puțini protestanți decât adepți ai altor religii, dar de atunci aceștia au înregistrat o creștere remarcabilă. În 1944, guvernul sovietic a înființat Consiliul întregii Uniuni a Creștinilor Evanghelici Baptiști (în prezent „Uniunea Creștinilor Evanghelici-Baptiști din Rusia”) pentru a obține un anumit control asupra diferitelor confesiuni protestante. Cu toate acestea, multe congregații au refuzat să se alăture acestui organism, iar altele care s-au alăturat inițial l-au părăsit ulterior. Toți au considerat că statul, prin intermediul consiliului, se amesteca în viața bisericii.

### Politica fața de alte grupuri creștine
O serie de congregații de menoniți rușii, martori ai lui Iehova și alte grupuri creștine s-au confruntat cu diferite niveluri de persecuție sub regimul sovietic.
Martorilor lui Iehova li s-a interzis practicarea religiei lor. În cadrul Operațiunii Nord , bunurile personale a peste opt mii de iehoviști au fost confiscate, iar aceștia (împreună cu copiii minori) au fost exilați în Siberia din 1951 până la revocarea măsurilor represive în 1965. Tuturor li s-a cerut să semneze o declarație de renunțare la calitatea de martor al lui Iehova pentru ca să nu fie deportați. Nu există nici o dovadă că vreunul dintre credincioși ar fi semnat această declarație. În timp ce se aflau în Siberia, unii bărbați, femei și copii au fost forțați să lucreze ca tăietori de lemne pentru un salariu fix. Victimele au declarat că condițiile de trai erau foarte proaste. Din 1951 până în 1991, Martorii lui Iehova din interiorul și din afara Siberiei au fost încarcerați și apoi arestați din nou după ce și-au ispășit pedepsele. Unii au fost forțați să muncească în lagăre de concentrare, alții au fost înscriși cu forța în programe marxiste de reeducare. Ofițerii KGB s-au infiltrat în organizația Martorii lui Iehova din Uniunea Sovietică, mai ales pentru a căuta depozitele ilegale de literatură teologică. Filmele de propagandă sovietice îi prezentau pe Martorii lui Iehova ca fiind un sectă extremistă și implicat în controlul minții. Martorii lui Iehova au fost legalizați în Uniunea Sovietică în 1991. Victimele au primit beneficii sociale echivalente cu cele ale veteranilor de război.
La începutul perioadei bolșevice, cu precădere înainte de sfârșitul războiului civil și de apariția Uniunii Sovietice, comunitățile de menoniți ruși au fost hărțuite. Mai mulți menoniți au fost uciși sau întemnițați, iar femeile au fost violate. Anarho-comunistul Nestor Mahno a fost responsabil pentru cea mai mare parte a vărsării de sânge, ceea ce a făcut ca menoniții, care în mod normal erau pacifiști, să se înarmeze își să formeze n unități de miliții defensivă. Acest lucru a marcat începutul unui exod în masă al menoniților către Germania, Statele Unite și în alte țări ale lumii. Menoniții au fost catalogați drept culaci de către sovietici. Fermele din coloniile lor au fost colectivizate în cadrul politicii colectivizare a agriculturii Uniunii Sovietice.
Menoniții ruși, fiind preponderent coloniști germani, au văzut forțele germane care invadau Uniunea Sovietică în timpul celui de-al Doilea Război Mondial ca pe niște eliberatori. Naziștii le-a permis multor menoniți ruși să emigreze în Germania ca Volksdeutsche'. Oficialii sovietici au început să exileze în Siberia coloniștii menoniți din partea de est a Rusiei. După război, menoniții ruși rămași au fost catalogați drept conspiratori naziști și exilați în Kazahstan și în Siberia, fiind uneori întemnițați sau forțați să lucreze în lagăre de concentrare ale Gulagului. În anii 1990, guvernul rus le-a oferit menoniților din Kazahstan și Siberia posibilitatea să emigreze.

### Politica față de islam
Politica sovietică față de islam a fost afectată, pe de o parte, de numărul mare de musulmani, de legăturile strânse ale acestora cu culturile naționale și de tendința lor de a accepta autoritatea sovietică, iar pe de altă parte, de predispoziția lor la acceptarea influenței străine. Deși încurajau în mod activ ateismul, autoritățile sovietice au permis o anumită activitate religioasă limitată în toate republicile musulmane, sub auspiciile filialelor regionale ale „Administrației spirituale a musulmanilor din Asia Centrală și Kazahstan”. Moscheile au funcționat în majoritatea orașelor mari din Asia Centrală sovietică, Caucaz, Tatarstan, Bașkortostan, Crimeea, Republica Azerbaidjan și în alte părți, dar numărul lor a scăzut de la 25.000 în 1917 la 500 în anii 1970. Sub regimul stalinist, autoritățile sovietice au luat măsuri drastice împotriva clerului musulman, închizând multe moschei sau transformându-le în depozite. În 1989, ca parte a relaxării generale a restricțiilor privind religiile, au fost înregistrate alte câteva asociații religioase musulmane, iar unele dintre moscheile care fuseseră închise de guvern, au fost redate comunităților musulmane. De asemenea, guvernul a anunțat planuri de a permite formarea unui număr limitat de lideri religioși musulmani în cadrul unor cursuri de doi și cinci ani în Ufa (Bașchiria) și, respectiv, Baku (Azerbaidjan).

### Politica față de iudaism
Lenin a condamnat public antisemitismul, însă guvernul a fost ostil față de iudaism încă de la început. În 1919, autoritățile sovietice au desființat consiliile comunității evreiești, care erau în mod tradițional responsabile de întreținerea sinagogilor. Au creat o „secția evreiască” a partidului, ale cărei sarcini includeau propaganda împotriva clerului și a religiei evreiești. Pentru a contrabalansa aspirațiile naționale și religioase ale evreilor și pentru a reflecta rolul mișcării naționale evreiești în mișcarea socialistă din Imperiul Rus (de exemplu, Troțki a fost mai întâi membru al „Federația Generală Evreiască a Muncii – Bund”, pentru ca mai târziu să devină membru al Partidului Social-Democrat al Muncii din Rusia). În deceniul al treilea al secolului trecut, autoritățile sovietice au încercat să creeze o alternativă la Țara Israel. Regiunea Autonomă Evreiască, creată în 1928 de către Stalin în Orientul Îndepărtat Rus, având ca centru administrativ orașul Birobidjan, urma să devină un „Sion sovietic”. Limba idiș, mai degrabă decât ebraică „reacționară”, urma să fie limba națională, iar literatura și artele socialiste proletcultiste urmau să înlocuiască iudaismul ca chintesență a culturii sale. În pofida unei campanii masive de propagandă de stat internă și internațională, populația evreiască din această republică autonomă nu a ajuns niciodată la 30% (în 2003 era de doar 1,2%). Experimentul s-a încheiat la mijlocul anilor 1930, în timpul primei campanii de epurări a lui Stalin. Liderii evrei au fost arestați și executați, iar școlile idiș au fost închise. Au urmat alte persecuții și epurări.
Formarea rabinilor a devenit imposibilă până la începutul anilor 1940, iar până la sfârșitul anilor 1980 a fost publicată o singură revistă în idiș. Din cauza identificării sale cu sionismul, limba ebraică a fost predată doar în școlile pentru diplomați. Cele mai multe dintre cele 5.000 de sinagogi care funcționau înainte de Revoluția din Octombrie au fost închise în perioada stalinistă, iar altele au fost închise în timpul lui Hrușciov. Practicarea iudaismului a devenit foarte dificilă, intensificând dorința evreilor de a părăsi Uniunea Sovietică.

## Vedeți și:
- Demografia Uniunii Sovietice
- Stat ateu
- Inamic al poporului
- Rusificare
- Sovietizare
- Teroarea Roșie